# Grand Prix Włoch 1931
Grand Prix Włoch 1931 (oryg. IX Gran Premio d'Italia) – jeden z wyścigów Grand Prix rozegranych w 1931 roku oraz pierwsza runda Mistrzostw Europy AIACR.

## Lista startowa
| Nr | Kierowca                              | Zespół                 | Samochód           | Silnik                |   |
| -- | ------------------------------------- | ---------------------- | ------------------ | --------------------- | - |
| 8  | Umberto Klinger Pietro Ghersi         | prywatny               | Maserati 26M       | Maserati 2.5 S-8      | ? |
| 12 | Achille Varzi Louis Chiron            | Automobiles E. Bugatti | Bugatti T51        | Bugatti 2.3 S-8       | ? |
| 14 | Albert Divo Guy Bouriat               | Automobiles E. Bugatti | Bugatti T51        | Bugatti 2.3 S-8       | ? |
| 16 | Marcel Lehoux Philippe Étancelin      | prywatny               | Bugatti T51        | Bugatti 2.3 S-8       | ? |
| 18 | Jean-Pierre Wimille Jean Gaupillat    | prywatny               | Bugatti T51        | Bugatti 2.3 S-8       | ? |
| 20 | Robert Sénéchal Henri Frètet          | prywatny               | Delage 15S8        | Delage 1.5 S-8        | ? |
| 22 | Boris Iwanowski Henri Stoffel         | prywatny               | Mercedes-Benz SSK  | Mercedes-Benz 7.1 S-6 | ? |
| 24 | Antonio Maino Gildo Strazza           | prywatny               | Mercedes-Benz SSK  | Mercedes-Benz 7.1 S-6 | ? |
| 26 | Giuseppe Campari Tazio Nuvolari       | SA Alfa Romeo          | Alfa Romeo 8C-2300 | Alfa Romeo 2.3 S-8    | ? |
| 28 | Tazio Nuvolari Baconin Borzacchini    | SA Alfa Romeo          | Alfa Romeo Tipo A  | Alfa Romeo 3.5 2x6    | ? |
| 30 | Ferdinando Minoia Baconin Borzacchini | SA Alfa Romeo          | Alfa Romeo 8C-2300 | Alfa Romeo 2.3 S-8    | ? |
| 32 | Francesco Pirola Giovanni Lurani      | prywatny               | Alfa Romeo 6C-1500 | Alfa Romeo 1.5 S-6    | ? |
| 36 | Luigi Castelbarco Tino Bianchi        | prywatny               | Maserati 26M       | Maserati 2.5 S-8      | ? |
| 38 | Amedeo Ruggeri Renato Balestrero      | prywatny               | Talbot 700         | Talbot 1.7 S-8        | ? |
| 40 | Carlo di Vecchio Gerolamo Ferrari     | prywatny               | Talbot 700         | Talbot 1.7 S-8        | ? |
| 50 | Alfredo Caniato Mario Tadini          | prywatny               | Alfa Romeo 6C 1750 | Alfa Romeo 1.7 S-6    | ? |
| Nr | Kierowca                              | Zespół                 | Samochód           | Silnik                |   |

## Wyniki

### Wyścig

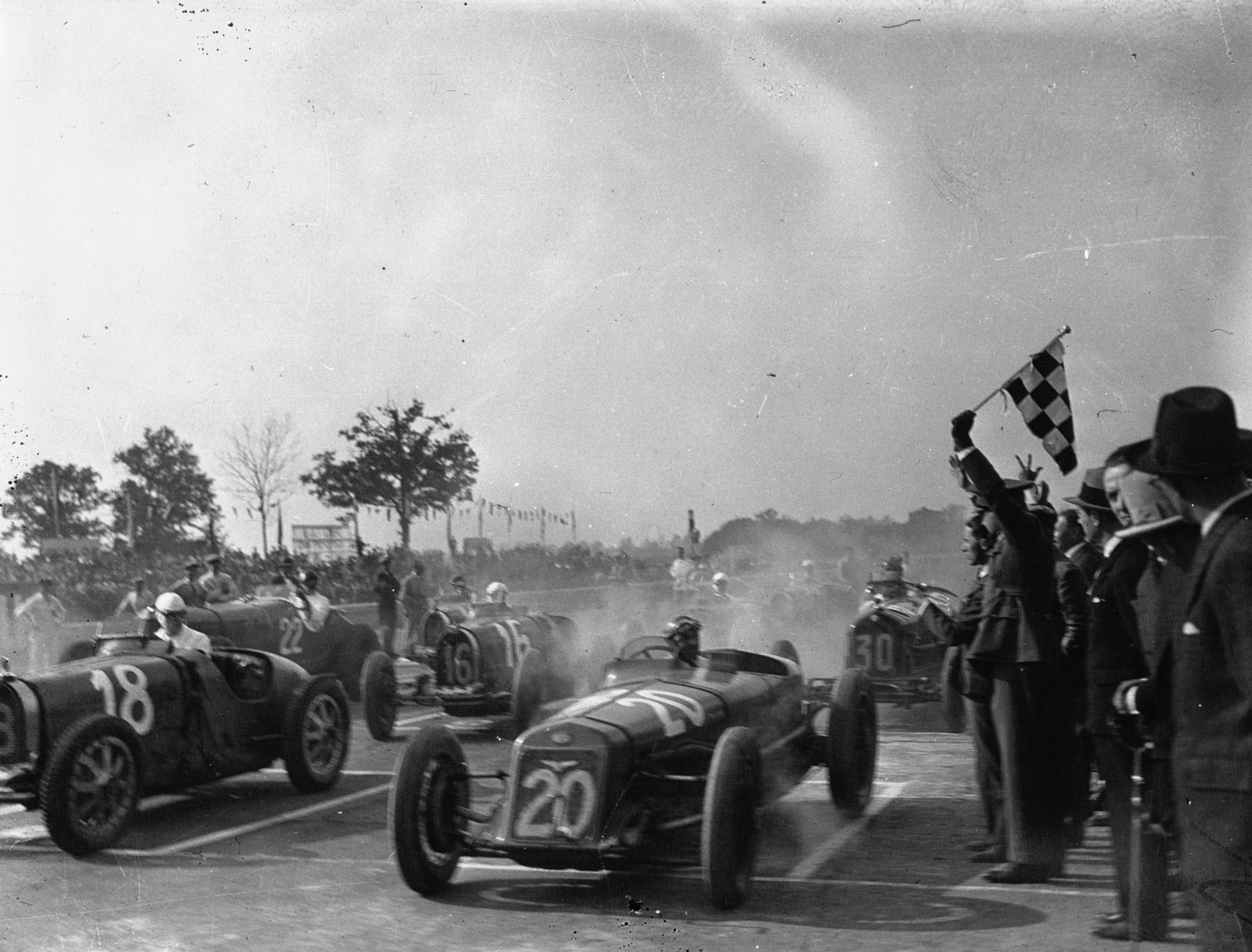
Start wyścigu

Źródło: kolumbus.fi
| P                                                     | + / – | Nr | Kierowca                              | Konstruktor   | Okr. | Czas / Strata      | Komentarz |
| ----------------------------------------------------- | ----- | -- | ------------------------------------- | ------------- | ---- | ------------------ | --------- |
| 1                                                     | 2     | 26 | Giuseppe Campari Tazio Nuvolari       | Alfa Romeo    | 155  | 10:00:0,7          |           |
| 2                                                     | 2     | 30 | Ferdinando Minoia Baconin Borzacchini | Alfa Romeo    | 153  | +2 okr             |           |
| 3                                                     | 6     | 14 | Albert Divo Guy Bouriat               | Bugatti       | 152  | +3 okr             |           |
| 4                                                     | 2     | 18 | Jean-Pierre Wimille Jean Gaupillat    | Bugatti       | 138  | +17 okr            |           |
| 5                                                     | 1     | 22 | Boris Iwanowski Henri Stoffel         | Mercedes-Benz | 134  | +19 okr            |           |
| 6                                                     | 8     | 32 | Francesco Pirola Giovanni Lurani      | Alfa Romeo    | 129  | +26 okr            |           |
| 7                                                     | 5     | 38 | Amedeo Ruggeri Renato Balestrero      | Talbot        | 129  | +26 okr            |           |
| 8                                                     | 5     | 8  | Umberto Klinger Pietro Ghersi         | Maserati      | 114  | +41 okr            |           |
| Niesklasyfikowani                                     |       |    |                                       |               |      |                    |           |
|                                                       |       | 40 | Carlo di Vecchio Gerolamo Ferrari     | Talbot        | 87   |                    |           |
|                                                       |       | 20 | Robert Sénéchal Henri Frètet          | Delage        | 81   |                    |           |
|                                                       |       | 16 | Marcel Lehoux Philippe Étancelin      | Bugatti       | 49   |                    |           |
|                                                       |       | 12 | Achille Varzi Louis Chiron            | Bugatti       | 44   | Dyferencjał        |           |
|                                                       |       | 28 | Tazio Nuvolari Baconin Borzacchini    | Alfa Romeo    | 31   | Awaria mechaniczna |           |
|                                                       |       | 50 | Alfredo Caniato Mario Tadini          | Alfa Romeo    | 14   |                    |           |
| Nie wystartowali / niedopuszczeni do ponownego startu |       |    |                                       |               |      |                    |           |
|                                                       |       | 24 | Antonio Maino Gildo Strazza           | Mercedes-Benz |      |                    |           |
|                                                       |       | 36 | Luigi Castelbarco Tino Bianchi        | Maserati      |      |                    |           |
| P                                                     | + / – | Nr | Kierowca                              | Konstruktor   | Okr. | Czas / Strata      | Komentarz |

### Najszybsze okrążenie
Źródło: teamdan.com
| Nr | Kierowca         | Konstruktor | Czas   | Okr. |
| -- | ---------------- | ----------- | ------ | ---- |
| 26 | Giuseppe Campari | Alfa Romeo  | 3:32,8 | 24   |